# أسكا أوبلاغ (أسكا)
أسكا أوبلاغ هو دُوَّار يقع بجماعة ويجان، إقليم تيزنيت، جهة سوس ماسة في المملكة المغربية. ينتمي الدوّار لمشيخة أسكا التي تضم 22 دوار. يقدر عدد سكانه بـ 343 نسمة حسب الإحصاء الرسمي للسكان والسكنى لسنة 2004.

## روابط خارجية
- البوابة الوطنية للجماعات الترابية
- المندوبية السامية للتخطيط